# Comté de Compton
Pour les articles homonymes, voir Compton.
Le comté de Compton était un comté municipal du Québec ayant existé entre 1855 et le début des années 1980. Le territoire qu'il couvrait est aujourd'hui compris dans la région administrative de l'Estrie. Il est compris dans les MRC de Coaticook, du Haut-Saint-François et, uniquement jusqu'en 1912, du Granit. Son chef-lieu était la municipalité de Cookshire.
Le comté a été amputé d'une partie de son territoire en 1912 lors de la création du comté de Frontenac.
Le nom du comté vient de celui du canton de Compton; celui-ci a été nommé à partir d'un des nombreux endroits appelés Compton en Angleterre. Curieusement, ce canton ne faisait pas partie du comté municipal de Compton mais plutôt de celui de Sherbrooke, bien qu'il ait été inclus dans le district électoral de Compton.

## Évolution municipale

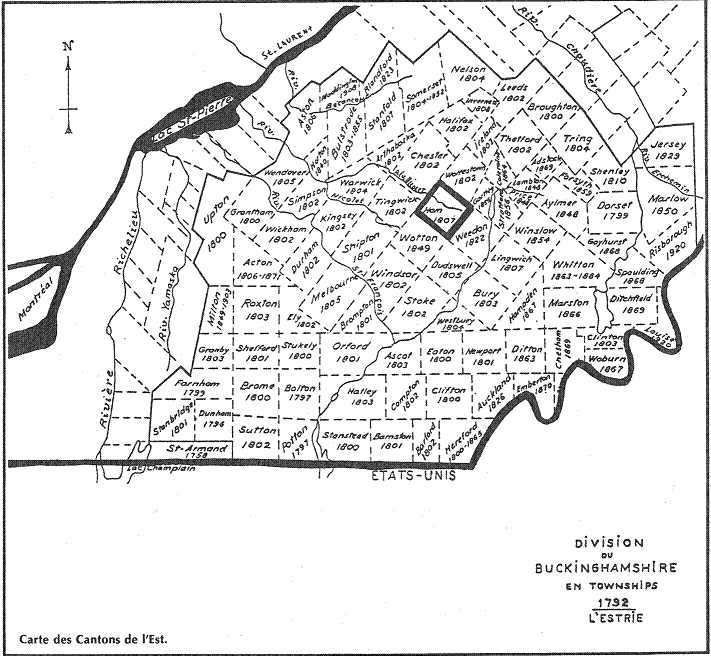
Carte des Cantons de l'Est
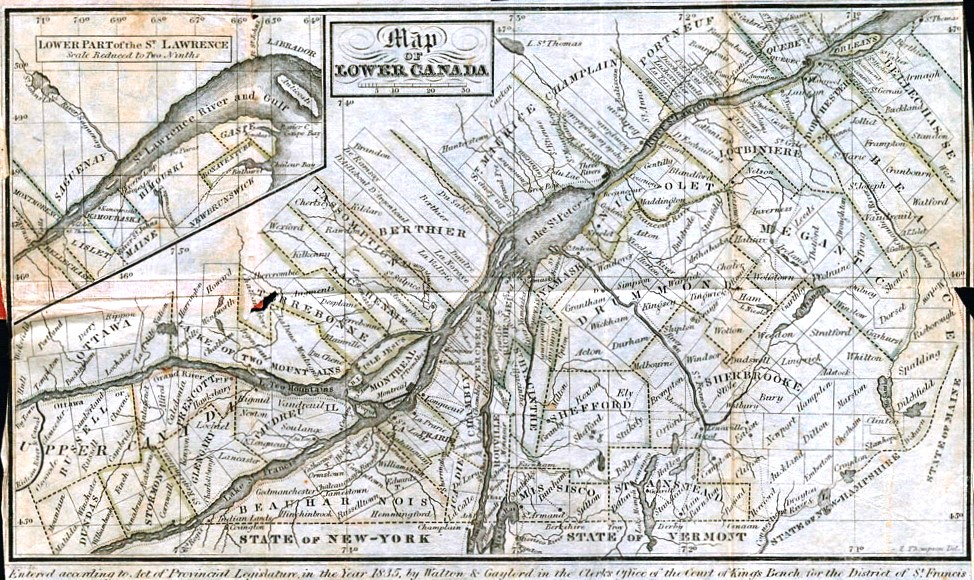
Bas-Canada (1835)
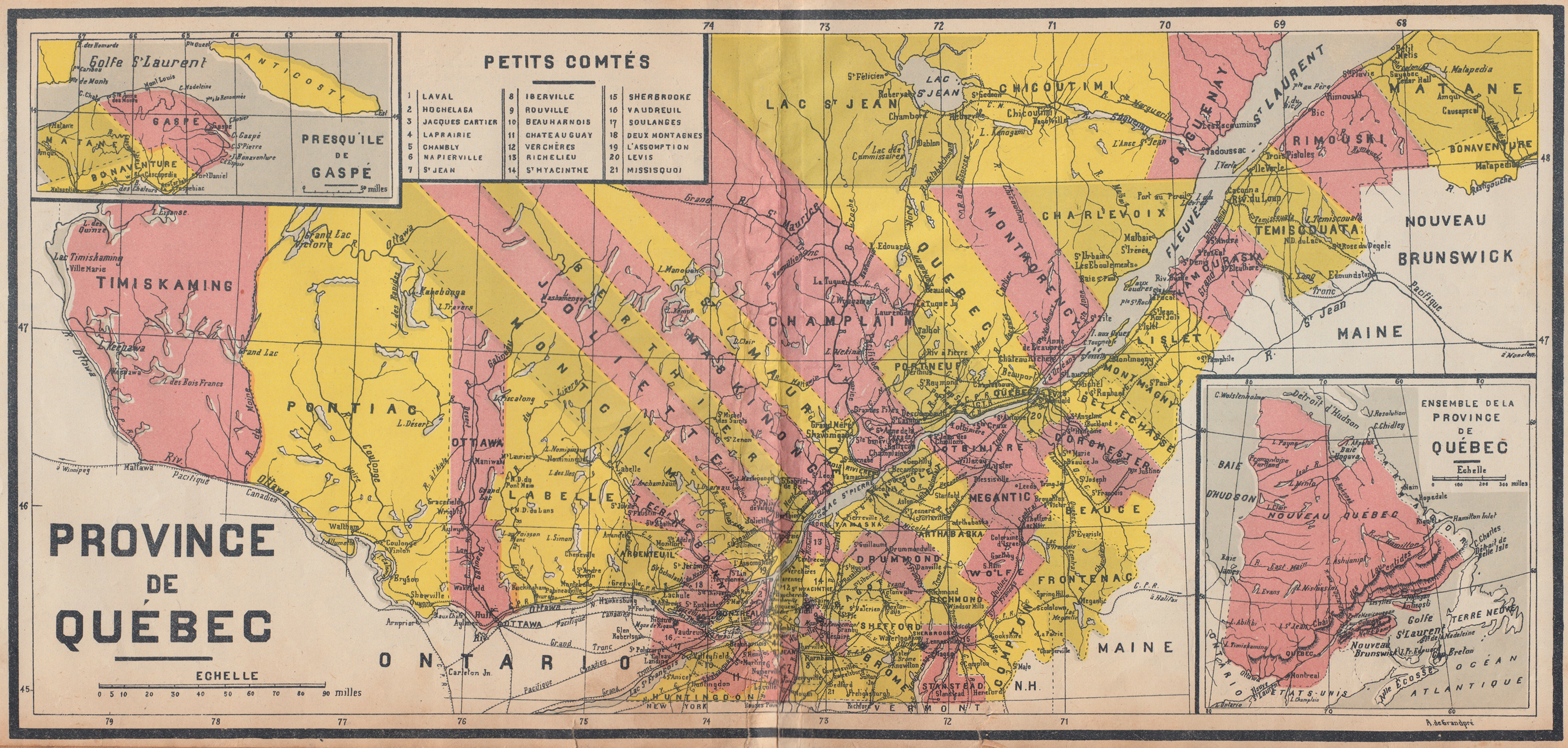
Comtés du Québec (1920)

### Avant 1841
Jusqu'à 1841, la seule activité gouvernementale dans la région est la construction des chemins par le Grand voyer.
Pour fins électorales de l'élection des membres à l'Assemblée législative du Bas-Canada, le comté de Sherbrooke est constitué en 1829.

### Participation locale (1841-1855)
Le premier exemple d'activité locale se passe en 1841, lors de la constitution d'un conseil (dont un membre pour chaque canton) pour le district judiciaire de St-François.
En vertu d'une loi adoptée par le Parlement de la province du Canada, 321 municipalités de paroisses sont érigées au Bas-Canada à compter du 1er juillet 1845, dont les suivants se situent dans le territoire du futur comté de Compton en 1855:
| Ancien comté | Ancienne municipalité | Notes géographiques |
| ------------ | --------------------- | --- |
| Stanstead    | Hereford              | - le township de Hereford - parties des townships de Clifton et d'Auckland |
| Stanstead    | Compton               | - le township de Compton - partie du township de Clifton |
| Stanstead    | Eaton                 | - les townships de Eaton, Newport et Ditten - parties des townships de Clifton et d'Auckland - l'étendue de terre y adjacente, bornée au nord par la ligne extérieure sud du township de Marston, et au sud et à l'est par les lignes de la Province et du comté respectivement          |
| Stanstead    | Bury                  | - les townships de Bury et Lingwick - l'étendue de terre adjacente à iceux, bornée au nord-ouest par le prolongement de la ligne entre les townships de Lingwick et de Weeden, au nord-est et à l'est par les comtés de Mégantic et de Dorchester, et au sud par la municipalité d'Eaton |
| Sherbrooke   | Dudswell              | - les townships de Westbury, Dudswell et Weedon - parties des townships de Stoke et Wotton - l'augmentation d'icelui de terre adjacente s'étendant jusqu'au comté de Mégantic, et bornée au sud-est par la municipalité de Bury                                                          |

1. ↑  dont les townships de Chesham et Woburn
2. ↑  dont les townships de Winslow, Whitton, Marston et Hampden
3. ↑  dont les townships de Dudswell et Weedon sont transférés au comté de Wolfe
4. ↑  qui est transféré au comté de Richmond
5. ↑  qui est transféré au comté de Wolfe
6. ↑  dont le township de Garthby, qui est transféré au comté de Wolfe

### Constitution du comté municipal dès 1855
Dès le 1er juillet 1855, le comté municipal de Compton est constituée et bornée dans les limites suivants:
| - au sud-est par les limites de la province, - au nord-ouest par les comtés de Wolfe et Sherbrooke et la ville de Sherbrooke, - au sud-ouest par les limites ouest et sud du township de Compton, et les limites ouest du township de Clifton, et les limites ouest du township de Hereford, le dit comté ainsi borné comprenant les townships de : - Compton - Westbury - Eaton - Clifton - Hereford - Bury - Newport - Auckland - Lingwick - Hampden - Ditten - Winslow - Witten - Marston - Chesham - et partie du township de Clinton |

La division d'enregistrement de Sherbrooke (dont la ville de Sherbrooke et les cantons d'Ascot et d'Orford) fait partie du comté municipal de Compton avant la création du deuxième comté de Sherbrooke en 1870.

### Division en 1912
Lors de la création du nouveau comté de Frontenac en 1912, les cantons de Winslow, Whitton, Marston, Chesham et Clinton y sont transférés.

### Récapitulation
| Municipalité              | Municipalité | Évolution (1855-1912) | Remaniement électoral et municipal (1912) | Remaniement électoral et municipal (1912) | Évolution (1912-2012) | Actuellement dans la MRC de | Actuellement dans la MRC de | Actuellement dans la MRC de |
| Municipalité              | Municipalité | Évolution (1855-1912) | Compton                                   | Frontenac                                 | Évolution (1912-2012) | Coaticook                   | Le Haut-Saint-François      | Le Granit                   |
| ------------------------- | ------------ | --- | ----------------------------------------- | ----------------------------------------- | --- | --------------------------- | --------------------------- | --------------------------- |
| Compton                   | C            | détaché du comté en 1870 |                                           |                                           | | ✔️                          |                             |                             |
| Waterville                | VL           | détaché du canton de Compton en 1876 | ✔️                                        |                                           | constitué en ville en 1965 | ✔️                          |                             |                             |
| Compton                   | VL           | détaché du canton de Compton en 1893 | ✔️                                        |                                           | refusionné en 1999 |                             |                             |                             |
| Compton Station           | M            | |                                           |                                           | détachée du canton de Compton en 1950; refusionnée en 1999                                                                          |                             |                             |                             |
| East Angus                | V            | détachée du canton de Westbury en 1912 | ✔️                                        |                                           | |                             | ✔️                          |                             |
| Westbury                  | C            | | ✔️                                        |                                           | |                             | ✔️                          |                             |
| Eaton                     | C            | | ✔️                                        |                                           | fusionné avec le village de Sawyerville en 2001; regroupé avec Cookshire et Newport en 2002 pour former la ville de Cookshire-Eaton |                             | ✔️                          |                             |
| Cookshire                 | V            | détachée d'Eaton, et constituée en ville, en 1892 | ✔️                                        |                                           | regroupée avec Eaton et Newport en 2002                                                                                             |                             |                             |                             |
| Sawyerville               | VL           | détaché d'Eaton en 1892 | ✔️                                        |                                           | refusionné avec Eaton en 2001 |                             |                             |                             |
| Clifton                   | C            | | ✔️                                        |                                           | renommé Martinville en 1946 | ✔️                          |                             |                             |
| Clifton-Partie-Est        | C            | détaché de Clifton en 1874 | ✔️                                        |                                           | regroupé avec Saint-Isidore-d'Auckland en 1997 pour constituer la municipalité de Saint-Isidore-de-Clifton                          |                             | ✔️                          |                             |
| Sainte-Edwidge-de-Clifton | C            | détaché de Clifton en 1895 | ✔️                                        |                                           | | ✔️                          |                             |                             |
| Hereford                  | C            | | ✔️                                        |                                           | érigé en municipalité sans désignation sous le nom d'East Hereford en 1986                                                          | ✔️                          |                             |                             |
| Saint-Venant-de-Hereford  | P            | |                                           |                                           | détachée de Hereford en 1917; renommée Saint-Venant-de-Hereford et reconstituée en municipalité en 1993                             | ✔️                          |                             |                             |
| Bury                      | C            | | ✔️                                        |                                           | |                             | ✔️                          |                             |
| Newport                   | C            | | ✔️                                        |                                           | regroupé avec Cookshire et Eaton en 2002 pour former la ville de Cookshire-Eaton; défusionné en 2006                                |                             | ✔️                          |                             |
| Auckland                  | C            | détaché des townships unis de Newport-Ditton-Chesham-Clinton-et-Auckland en 1870                                                                                             | ✔️                                        |                                           | renommé Saint-Malo en 1964 | ✔️                          |                             |                             |
| Saint-Isidore-d'Auckland  | M            | détachée d'Auckland en 1909 | ✔️                                        |                                           | fusionnée avec Clifton-Partie-Est en 1997                                                                                           |                             |                             |                             |
| Lingwick                  | C            | | ✔️                                        |                                           | |                             | ✔️                          |                             |
| Hampden                   | C            | proclamé en 1867; érigée en 1874 | ✔️                                        |                                           | |                             | ✔️                          |                             |
| Scotstown                 | V            | parties détachées de Hampden et Lingwick, et constituée en ville, en 1892 | ✔️                                        |                                           | |                             | ✔️                          |                             |
| Ditton                    | C            | | ✔️                                        |                                           | regroupé avec le village de La Patrie en 1997 pour former la municipalité de La Patrie                                              |                             | ✔️                          |                             |
| La Patrie                 | VL           | |                                           |                                           | détaché de Ditton en 1941, constitué du territoire de Colonie de Rapatriement; refusionné en 1997                                   |                             |                             |                             |
| Winslow                   | C            | divisé en 1858 pour constituer les municipalités de Winslow-Nord et Winslow-Sud; proclamé en 1859                                                                            |                                           |                                           | |                             |                             |                             |
| Winslow-Nord              | M            | créée lors de la division de Winslow en 1858 |                                           | ✔️                                        | renommée Saint-Romain en 1962 |                             |                             | ✔️                          |
| Winslow-Sud               | M            | créée lors de la division de Winslow en 1858 |                                           | ✔️                                        | renommée Stornoway en 1973 |                             |                             | ✔️                          |
| Whitton                   | C            | proclamé en 1863 |                                           | ✔️                                        | renommé Nantes en 1957 |                             |                             | ✔️                          |
| Mégantic                  | VL           | detaché de Whitton en 1885; fusionné avec le village d'Agnès pour constituer la ville de Mégantic, et detaché du comté, en 1907                                              |                                           | ✔️                                        | renommé Lac-Mégantic en 1958 |                             |                             | ✔️                          |
| Whitton                   | M            | detachée de Whitton en 1889 |                                           | ✔️                                        | renommée Sainte-Cécile-de-Whitton en 1920                                                                                           |                             |                             | ✔️                          |
| Marston                   | C            | proclamé en 1866; érigée en municipalité de canton en 1874 |                                           | ✔️                                        | |                             |                             | ✔️                          |
| Saint-Léon de Marston     | P            | detachée de Marston en 1907 |                                           | ✔️                                        | renommée Val-Racine en 1957; reconstitué en municipalité en 2015                                                                    |                             |                             | ✔️                          |
| Chesham                   | C            | proclamé en 1869 |                                           | ✔️                                        | renommé Notre-Dame-des-Bois en 1958                                                                                                 |                             |                             | ✔️                          |
| Clinton                   | C            | regroupé avec une partie de Marston en 1879 pour former le canton de Marston-Sud                                                                                             |                                           | ✔️                                        | renommé Piopolis en 1958 |                             |                             | ✔️                          |
| Emberton                  | C            | proclamé en 1870; érigée en paroisse canonique sous le nom de La Décollation-de-Saint-Jean-Baptiste en 1878; érigée en municipalité de canton sous le nom d'Emberton en 1879 | ✔️                                        |                                           | renommé Chartierville en 1978 |                             | ✔️                          |                             |
| Woburn                    | C            | proclamé en 1867; érection des cantons unis de Woburn et Louise en 1900; érigée en municipalité de paroisse en 1909 sous le nom de Saint-Augustin de Woburn                  |                                           | ✔️                                        | renommé Saint-Augustin-de-Woburn en 1969                                                                                            |                             |                             | ✔️                          |
| Milan                     | M            | |                                           |                                           | parties détachées de Winslow-Sud, Whitton, Marston, Hampden et Lingwick, et érigée en municipalité, en 1948                         |                             |                             | ✔️                          |

Désignations : C = Canton ; VL = Village ; V = Ville ; P = Paroisse ; M = Municipalité sans désignation
1. ↑  les cantons géographiques sont proclamés dès lors du bornage, et sont désignés en italique
2. ↑  en vertu de la Loi sur les cités et villes en vigueur à ce temps, l'érection d'une ville signifie sa séparation municipale du comté
3. ↑  du comté de Beauce
4. ↑  canton non-proclamé du comté de Beauce